# Château de Gléteins
Le château de Gléteins est situé sur la commune de Jassans-Riottier, en France.

## Localisation
Le château est situé dans le département de l'Ain sur la commune de Jassans-Riottier, en région Auvergne-Rhône-Alpes. Situé au nord de la commune  sur la Côtière de la Dombes qui domine la Saône et la D 933 avec des plans magnifiques sur le Beaujolais.

## Description
Le château actuel, où de part et d'autre d'un corps de logis à deux étages sous une haute toiture, s'opposent une tourelle ronde surélevée et une autre plus basse couverte d'une terrasse à balustres, est d'époque récente. Il reste actuellement, à l'arrière du corps de logis, une tour de l'ancien château avec une chapelle gothique. le château abrite actuellement une maison de convalescence post-chirurgicale.

## Historique
Un manoir existait au XIVe siècle sur un très ancien fief mentionné dès l'an 1066 où Nicard de Gléteins est le premier seigneur connu.
Cette seigneurie du domaine des sires de Villars, fut comprise dans la portion de terre de Dombes acquise par Louis II de Bourbon en 1402.
Vers 1513, le péage de Belleville avec la seigneurie de Gléteins appartenaient à la famille de Rancé laquelle obtint de fixer ce péage à Beauregard, privilège qui ne tint que quelques années.
La famille Varennes posséda Gléteins par la suite et le conserva jusqu'à la Révolution.
Le château est recensé à l'inventaire général du patrimoine culturel.